# Ruvettus pretiosus
Pour les articles homonymes, voir Rouvet.
Genre
Espèce
Statut de conservation UICN

 LC : Préoccupation mineure
Ruvettus pretiosus est une espèce de poissons de la famille des Gempylidae. Cette espèce, la seule du genre Ruvettus, est parfois appelée Escolier ou Rouvet. En Polynésie française, il est courramment appelé par son nom tahitien ’uravena ou paumotu kuravena.

## Répartition et habitat
Le Rouvet vit dans les eaux tropicales et tempérées de la planète. C'est un poisson benthopélagique qui vit entre 18 et 1 100 m de profondeur, habituellement entre 200 et 400 m, et qui effectue des migrations verticales, remontant vers la surface la nuit.

## Description
Il s’agit d’un poisson de grande taille, atteignant couramment 1,50 mètre de long, et pouvant atteindre au maximum 3 mètre de long. Il est solitaire ou par paire. Il se nourrit de poissons, de céphalopodes et de crustacés.
Il est pêché la nuit, lorsque les conditions de luminosité sont plus favorables (18 947 t d'après la FAO en 2019).
Sa préparation est délicate en raison de la présence d'une huile extrêmement purgative, qui justifie son surnom de poisson-purge.

## Systématique
Le nom valide complet (avec auteur) de ce taxon est Ruvettus pretiosus Cocco, 1833.
Ce taxon porte en français le nom vernaculaire ou normalisé suivant : Rouvet.
Ruvettus pretiosus a pour synonymes :
- Rovetus temminckii Cantraine, 1833
- Ruvettus delagoensis Gilchrist & von Bonde, 1924
- Ruvettus pacificus Jordan & Jordan, 1922
- Ruvettus preciosus Cocco, 1833
- Ruvettus tydemani Weber, 1913
- Ruvettus whakari Griffin, 1927
- Tetragonurus simplex Lowe, 1834
- Thyrsites acanthoderma Lowe, 1839
- Thyrsites scholaris Poey, 1854

## Publication originale
- Cocco, A. (1833). Cenni sul genere Ruvettus e sui caratteri che lo distinguono. L'Osservatore Peloritano, Messina. v. 8: 18.